# Bibliothek des Deutschen Museums
Die Bibliothek des Deutschen Museums ist eine Spezialbibliothek für Naturwissenschafts- und Technikgeschichte in München. Sie besitzt einen weltweit einzigartigen Quellen- und Literaturbestand aus sechs Jahrhunderten; darüber hinaus ist sie mit annähernd 1.000.000 Bänden die größte Museumsbibliothek Deutschlands. Betreiber ist das Deutsche Museum von Meisterwerken der Naturwissenschaft und Technik AdöR, die Bibliothek bildet eine Hauptabteilung.

## Allgemeines
Die historischen Lesesäle haben 125 Plätze und sind als Präsenzbibliothek organisiert; diese ist kostenfrei für jedermann öffentlich zugänglich und hat bis auf wenige Ausnahmetage täglich geöffnet. Neben ihrer Ausrichtung auf das allgemein an Technik interessierte Nutzersegment fungiert sie als Forschungsbibliothek für Technik- und Naturwissenschaftshistoriker. Seit Ende 2015 ist die Museumsbibliothek Fachinformationsdienst-Bibliothek für das Fach Technikgeschichte, seit 2019 auch für die Fächer Naturwissenschafts- und Umweltgeschichte im Rahmen der Wissenschaftlichen Literaturversorgungs- und Informationssysteme der Deutschen Forschungsgemeinschaft.
Gemeinsam mit dem Archiv und den Exponat-Sammlungen ist die Bibliothek tragender Bestandteil der Forschungsinfrastruktur für Technik- und Wissenschaftshistoriker am Standort München. Der Gesamtbestand der Bibliothek umfasst heute annähernd 1.000.000 Bände. Neben Monographien stehen rund 20.000 Print-Periodika zur Verfügung, von denen ca. 3.300 aktuell bezogen werden. Die Bibliothek des Deutschen Museums gehört zum Bibliotheksverbund Bayern und ihr Bestand ist über den Worldcat recherchierbar.

## Geschichte

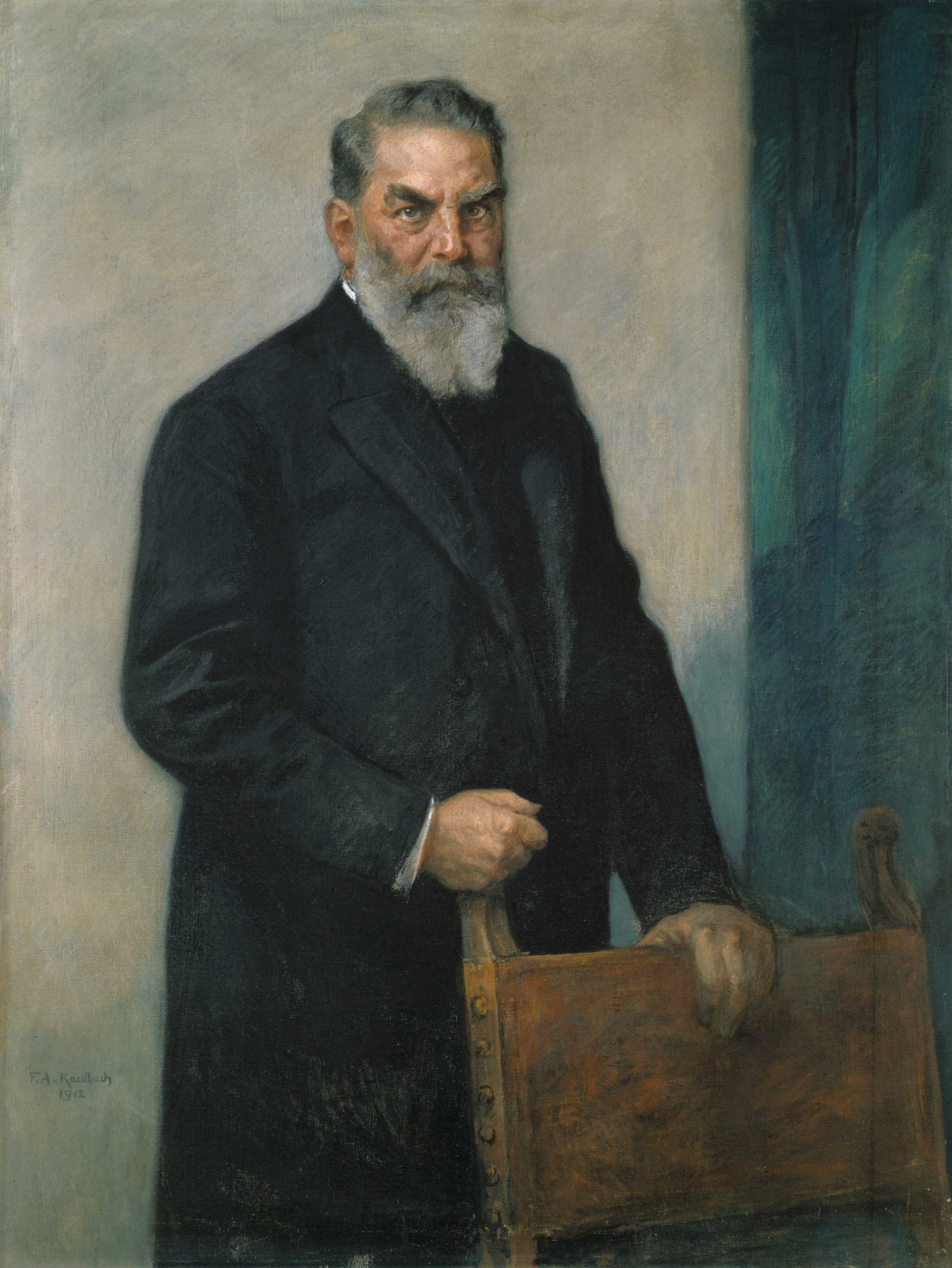
Oskar von Miller, Gründer des Deutschen Museums

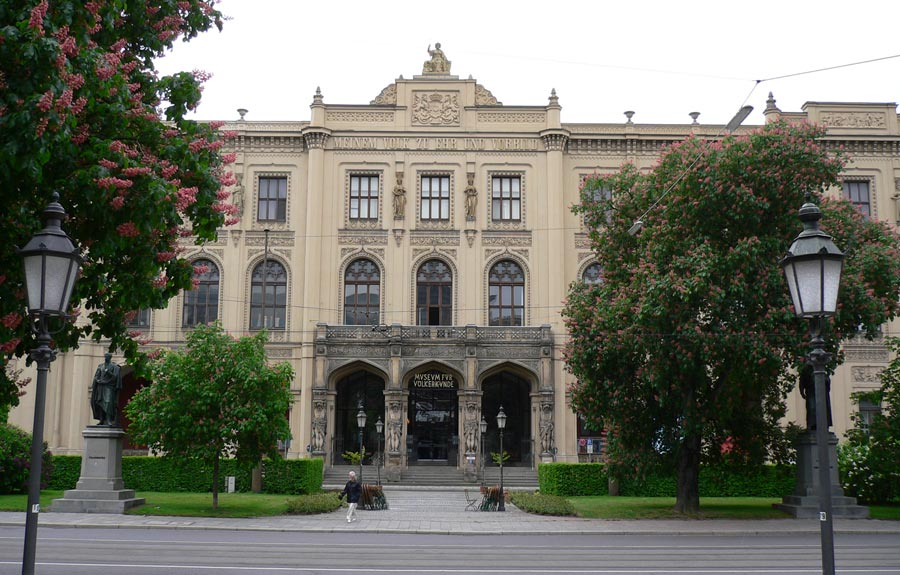
Der erste Standort der Bibliothek befand sich in der Maximilianstraße 26, heute ist dort das Museum Fünf Kontinente untergebracht

Die Bibliothek wurde 1903 auf Initiative Oskar von Millers und des Rektors der Technischen Hochschule München und Mitglied des Museumsvorstandes des Deutschen Museums Walther von Dyck zeitgleich mit dem Museum gegründet. Ab 1908 war sie der Öffentlichkeit zugänglich. Sie befand sich zunächst wie das Museum in der Maximilianstraße 26, im Gebäude des ehemaligen Nationalmuseums, in dem heute das Museum Fünf Kontinente untergebracht ist. Während des Ersten Weltkrieges war die Bibliothek geschlossen, 1925/26 zog sie in räumliche Nähe des 1925 eröffneten Sammlungshauses des Deutschen Historischen Museums in die Erhardtstraße. Nach Plänen des Architekten German Bestelmeyer entstand ab 1928 ein eigener Bibliotheksbau gegenüber dem Sammlungshaus, der am 7. Mai 1932 eröffnet wurde. Während des Zweiten Weltkrieges wurde das Obergeschoss der Bibliothek zerstört, die Buchbestände im Erdgeschoss blieben jedoch unversehrt. Das Deutsche Patentamt, das wie viele andere Institutionen nach dem Krieg die Räumlichkeiten der Bibliothek nutzte, stellte selbiges wieder her und verwendete es als Magazin. Die Räumlichkeiten wurden 1959 an die Bibliothek zurückgegeben. 1963 wurden sowohl das neu gegründete Forschungsinstitut des Deutschen Museums für die Geschichte von Naturwissenschaft und Technik sowie fachverwandte Institute der Universität und der Technischen Hochschule in dem Bibliotheksgebäude untergebracht.
Der Altbestand umfasst über 300.000 Bände, vorwiegend Literatur des 19. und der ersten Hälfte des 20. Jahrhunderts. Eine Besonderheit bilden die Libri rari, Erscheinungen vor 1800, die seit den fünfziger Jahren in einer eigenen Sammlung geführt werden.

## Besonderheiten

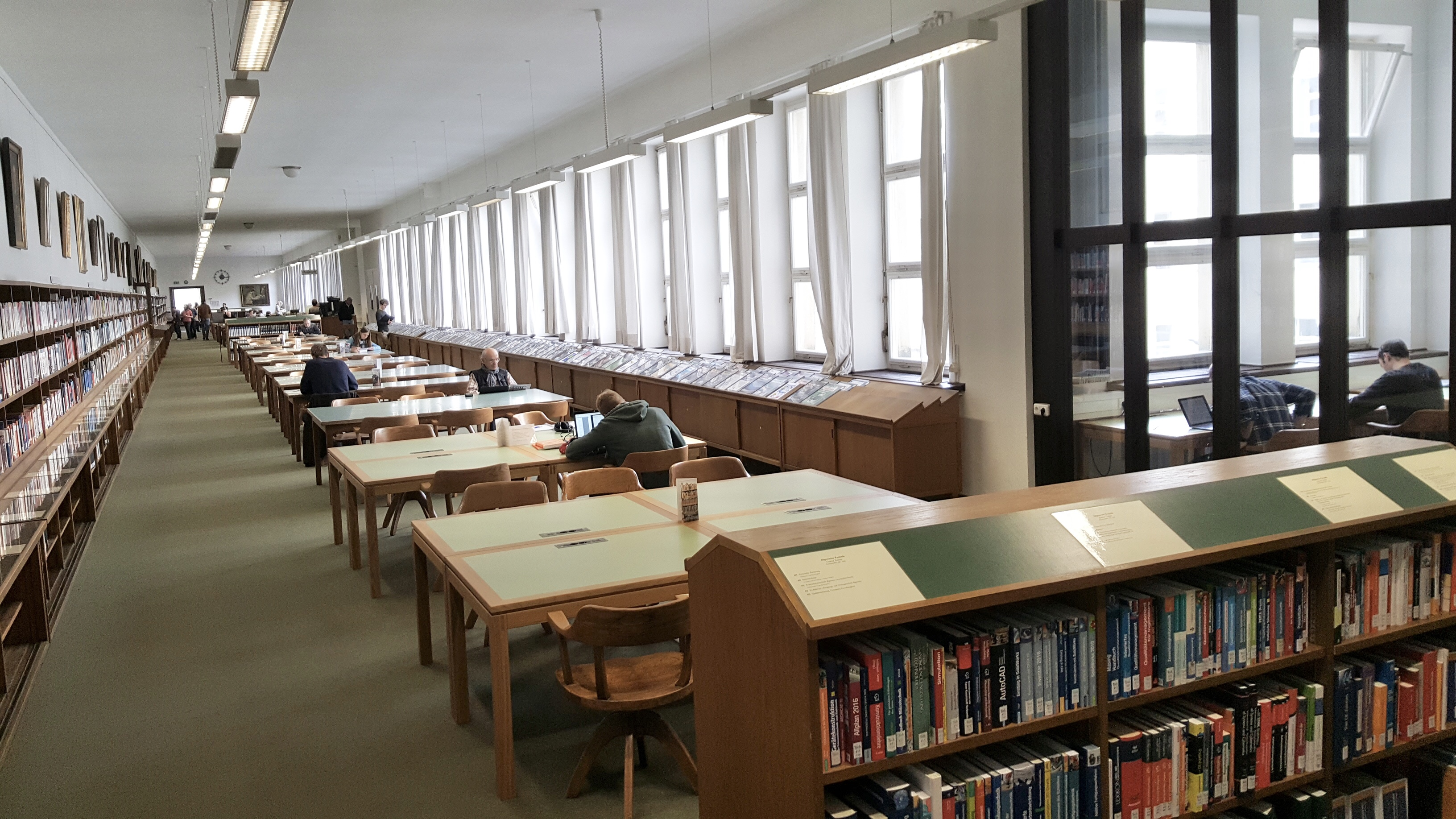
Einer der Lesesäle

Als wissenschaftliche Spezialbibliothek erschließt die Bibliothek seit 1907 neben Monografien auch Aufsätze aus thematisch einschlägigen Fachzeitschriften. Die Erschließung dieser unselbständig veröffentlichten Beiträge erfolgt sowohl formal als auch inhaltlich mit der Vergabe von Schlagwörtern aus der Gemeinsamen Normdatei. Auf diese Weise können fachrelevante Aufsätze in Bibliotheks- und Verbundkatalog recherchiert werden. Da normalerweise nur die Zeitschriften und Serien als Ganzes im Katalog nachgewiesen werden, stellt der Nachweis von Artikeln und Aufsätzen eine Besonderheit dar.
Traditionell erhält die Bibliothek des Deutschen Museums einen Großteil ihres jährlich eingehenden Zugangs an Medien als Schenkung. Der für eine Museumsbibliothek beachtlich große Bestand ist unter anderem der jahrzehntelangen Verbundenheit von vielen Stifterverlagen zu verdanken, sowie auf fachspezifische Schenkungen von Firmen, Vereinen und Privatpersonen zurückzuführen. Im Jahr 2015 betrug der prozentuale Anteil des gestifteten Medienzugangs über 70 %.